# Wilhelmina Raab
Wilhelmina Ivanovna Raab (Вильгельмина Ивановна Рааб, née Bilic; en premières noces: Raab, en secondes noces: Pliouchtchevskaïa-Pliouchtchik), née le 13 mai 1848 à Austerlitz (Empire d'Autriche) et morte le 10/23 novembre 1917 à Pétrograd, est une cantatrice russe d'origine morave (soprano).

## Biographie
Elle naît à Austerlitz dans une famille de musiciens. Elle se perfectionne au violon au conservatoire de Prague, puis au conservatoire de Vienne, où elle prend également des cours de chant auprès d'Anna Falconi. En 1869, elle s'installe à Saint-Pétersbourg et débute dans un concert de la Société musicale russe sous la baguette d'Eduard Napravnik. Elle est diplômée en 1872 avec grande médaille d'argent du conservatoire de Saint-Pétersbourg (dans la classe d'Henriette Nissen-Saloman),,.
En 1871-1885, elle est soliste du théâtre Mariinsky; elle fait ses débuts en Mathilde dans Guillaume Tell de Rossini,.
Elle enseigne entre 1884 et 1917 au conservatoire de Saint-Pétersbourg (Pétrograd après 1914), et en est nommée professeur en 1901,; parmi ses élèves, l'on peut distinguer Cecilia Ivkova et Nadejda Papayan.

## Art
Elle disposait d'une voix forte, même dans tous les registres, avec un timbre doux et une tessiture étendue ; sa façon de jouer était caractérisée par le lyrisme et le naturel du jeu de scène.
Elle a eu entre autres comme partenaires Pavel Boulakhov, Vladimir Ivanovitch Vassiliev, Mikhaïl Vassiliev, Pavel Dioujikov, Maria Kamenskaïa, Fiodor Komissarjevski, Bogomir Korsov, Mikhaïl Koriakine, Alexandra Kroutikova, Vladimir Maïboroda, Ivan Melnikov, Dmitri Orlov, Ossip Petrov, Hippolyte Prianichnikov, Mikhaïl Sariotti, Feodor Stravinski, Olga Schröder. Elle a chanté sous la baguette d'Eduard Napravnik et d'Anton Rubinstein.
Son répertoire comportait trente-deux rôles dans vingt-neuf opéras, et comme soliste dans des concerts symphoniques (Der Rose Pilgerfahrt, op. 112 de Schumann, Messe de couronnement hongroise Liszt, la finale de la Symphonie n° 9 de Beethoven et la Messe triomphale de Beethoven, le Requiem de Mozart, des romances de Schubert, de Schumann, de Mendelssohn, de César Cui, de Rubinstein ou de Tchaïkovski.

### Quelques rôles
- Antonida (Une vie pour le tsar de Glinka)
- Ludmila, Gorislava (Rouslan et Ludmila de Glinka)
- Judith (Judith de Serov)
- Natalia (Ermak de Santis) création (1873)[5]
- Xénia (Boris Godounov de Moussorgski) création (version intégrale, 2e réd., 1874)[5]
- Natalia (L'Opritchnik de Tchaïkovski création (1874)[5]
- Catherine (L'Opritchnik de Tchaïkovski)
- Oxana (Vakoula le forgeron de Tchaïkovski) création (1876)[5]
- Agnès Sorel (La Pucelle d'Orléans de Tchaïkovski création (1881)[5]
- Femme assyrienne (Sardanapale de Famintsyne) création (1875)[5]
- Tamara (Le Démon de Rubinstein) création (1875)[5],[8]
- Noémie (McCavey de Rubinstein) création en Russie (1877)[5]
- Aliona Dmitrievna (Le Marchand Kalachnikov de Rubinstein) création (1880)[5]
- Catarina (Angelo de César Cui) création (1re version, 1876)[5]
- Koupava; Snégoroutchka (La Demoiselle des neiges de Rimski-Korsakov)
- Dona Anna; Dona Elvira (Don Giovanni de Mozart)
- Elisabeth (Tannhaüser de Wagner)
- Elsa (Lohengrin de Wagner)
- Marguerite (Faust de Gounod)
- Alice (Robert le Diable de Meyerbeer)
- Marguerite de Valois (Les Huguenots de Meyerbeer)
- Gilda (Rigoletto de Verdi)
- Aïda (Aida de Verdi).

## En musique
Tchaïkovski lui dédie sa romance Le Canari («Канарейка») op. 25 № 4, 1875.

## Source de la traduction
- (ru) Cet article est partiellement ou en totalité issu de l’article de Wikipédia en russe intitulé « Рааб, Вильгельмина Ивановна » (voir la liste des auteurs).